# Jetrel
„Jetrel” este al 15-lea episod din primul sezon al serialului TV american SF Star Trek: Voyager. A avut premiera la 15 mai 1995 pe canalul UPN.

## Prezentare
Un membru al rasei Haakonian ajunge pe Voyager. Neelix este foarte nemulțumit de acest lucru deoarece familia lui a fost ucisă de Ordinul Haakonian.

## Rezumat
Neelix este îngrozit când un haakonian pe nume Ma'Bor Jetrel contactează Voyager și cere să-l întâlnească. Haakonienii au purtat un război lung și distructiv împotriva poporului său, Talaxienii, în urmă cu cincisprezece ani. Jetrel a fost responsabil pentru dezvoltarea cascadei metreonice, o superarmă care a ucis peste 300.000 de persoane pe luna Ralax a planetei Talax, inclusiv familia lui Neelix. Jetrel spune că a venit să examineze talaxieni precum Neelix, care au ajutat la evacuarea supraviețuitorilor de pe Rinax, expunându-se la concentrații mari de izotopi metreonici care pot provoca o boală fatală a sângelui, metremia. Deși îl consideră pe Jetrel un monstru, Neelix este de acord să fie examinat și Jetrel îl anunță că are metremie în fază terminală. Jetrel îl convinge pe căpitanul Janeway să facă un ocol către sistemului Talaxian. Folosind sistemele de teleportare ale navei, Jetrel crede că va putea dezvolta un remediu prin recuperarea probelor din norul metreonic care încă înconjoară Rinax.
Janeway este de acord, dar Neelix este încă înverșunat. Îl condamnă furios pe Jetrel pentru dezastrul pe care l-a provocat, doar pentru a afla că și omul de știință plătește prețul - soția sa l-a părăsit în urma atacului asupra Rinax, copiii lui refuză să-l recunoască și el se află în etapele finale ale metremiei și mai are câteva zile de trăit. Sosirea navei pe Rinax deschide răni vechi pentru Neelix. El îi mărturisește lui Kes că a mințit ani de zile despre faptul că a făcut parte din forțele de apărare talaxiene. Nu s-a înrolat niciodată; în schimb, în timpul războiul s-a ascuns pe Talax. Mai târziu, Neelix îl caută pe Jetrel la infirmerie, unde îl găsește pe doctor dezactivat și pe Jetrel care efectuează secrete experimente. Suspectând ce e mai rău în privința lui Jetrel, Neelix încearcă s-o anunțe pe Janeway, dar omul de știință îl lasă inconștient.
Jetrel se îndreaptă spre camera de teleportare, unde se confruntă cu căpitanul. Jetrel o roagă pe Janeway să-l lase să-și încheie experimentele și să readucă la viață victimele talaxiene decedate pe Rinax. El crede că poate folosi teleportatorul pentru a regenera rămășițele lor moleculare disociate și mărturisește că a venit pe Voyager doar pentru a folosi teleportatorul navei; iar Neelix nu are metremie. Janeway îi permite lui Jetrel să continue, dar experimentul neverosimil nu reușește. Omul de știință se prăbușește, știind că nu se va putea răscumpăra niciodată. Neelix îi face o ultimă vizită lui Jetrel și îi spune că este iertat, permițând haakonianului să moară cu o oarecare liniște sufletească. 